# Carlfritz Nicolay
Carlfritz Nicolay (* 4. April 1922 in Cochem; † 29. September 1997 ebenda) war ein deutscher Maler und Grafiker.

## Leben und Karriere
Carlfritz Nicolay machte 1936 zunächst eine kaufmännische Lehre. 1940 begann er ein Studium an der Hochschule in Darmstadt. Von 1941 bis 1948 gab es eine Unterbrechung durch den Zweiten Weltkrieg. 1948 kehrte er aus der Kriegsgefangenschaft zurück. Von 1948 bis 1950 absolvierte er ein Studium an der Landeskunstschule Rheinland-Pfalz in Mainz, das er mit dem Staatsexamen für freie und angewandte Grafik abschloss. Seitdem war er selbstständiger Kunstschaffender (Maler und Grafiker) in Cochem. 
Es folgten zahlreiche Ausstellungen im In- und Ausland. Ab 1954 nahm er ständig an der Jahresausstellung form + farbe in Koblenz teil. Ebenfalls ab 1954 beteiligte er sich an der Gemeinschaftsausstellung der EVBK (Europäische Vereinigung Bildender Künstler) in Prüm.
Von 1965 bis 1977 war Carlfritz Nicolay Vorstandsmitglied (Hauptgeschäftsführer) beim Landesverband bildender Künstler. 1973 nahm er an der Landeskunstausstellung Rheinland-Pfalz in Koblenz teil. Er war langjähriges Mitglied im Cochemer Stadtrat, Ehrenkanzler der Bürgerwehr, deren Mitbegründer er nach dem Krieg war, auch Mitbegründer des Turnvereins Eintracht 1862, dessen Vorsitz er lange innehatte. Er führte von 1972 bis 1993 den Turngau Mosel und vertrat dessen Interessen beim Turnverband Mittelrhein. 1997 starb Carlfritz Nicolay im Alter von 75 Jahren in seiner Heimatstadt Cochem.

## Preise und Auszeichnungen
- 1958: Preisträger Modern Publicity, London, weitere Preise in den folgenden Jahren
- 1964: Preisträger Typomundus 20, Toronto, Kanada
- 1971: Diplom d’honneur Salon International, Biarritz
- 1972: Diplom d’honneur Galerie Vallombreuse, Paris
- 1974: Certificate of Excellente Trademarks, Mailand
- 1975: Auszeichnung durch den EVBK in Prüm mit dem Kaiser-Lothar-Preis
- 1981: Euro-Medaille für Kunst und Kultur des Europäischen Kulturkreises
- 1982: Ehrenring der Künstler am Mittelrhein, Koblenz
- 1982: Wappenteller der Stadt Cochem
- 1989: Kunst- und Kulturpreis des Groupement European des Artists
- 1991: Hans-Sprung-Preis der AKM, Koblenz
- 1992: Verdienstorden des Landes Rheinland-Pfalz
- 1997: Wappenteller der Stadt Prüm

## Werke (Auswahl)

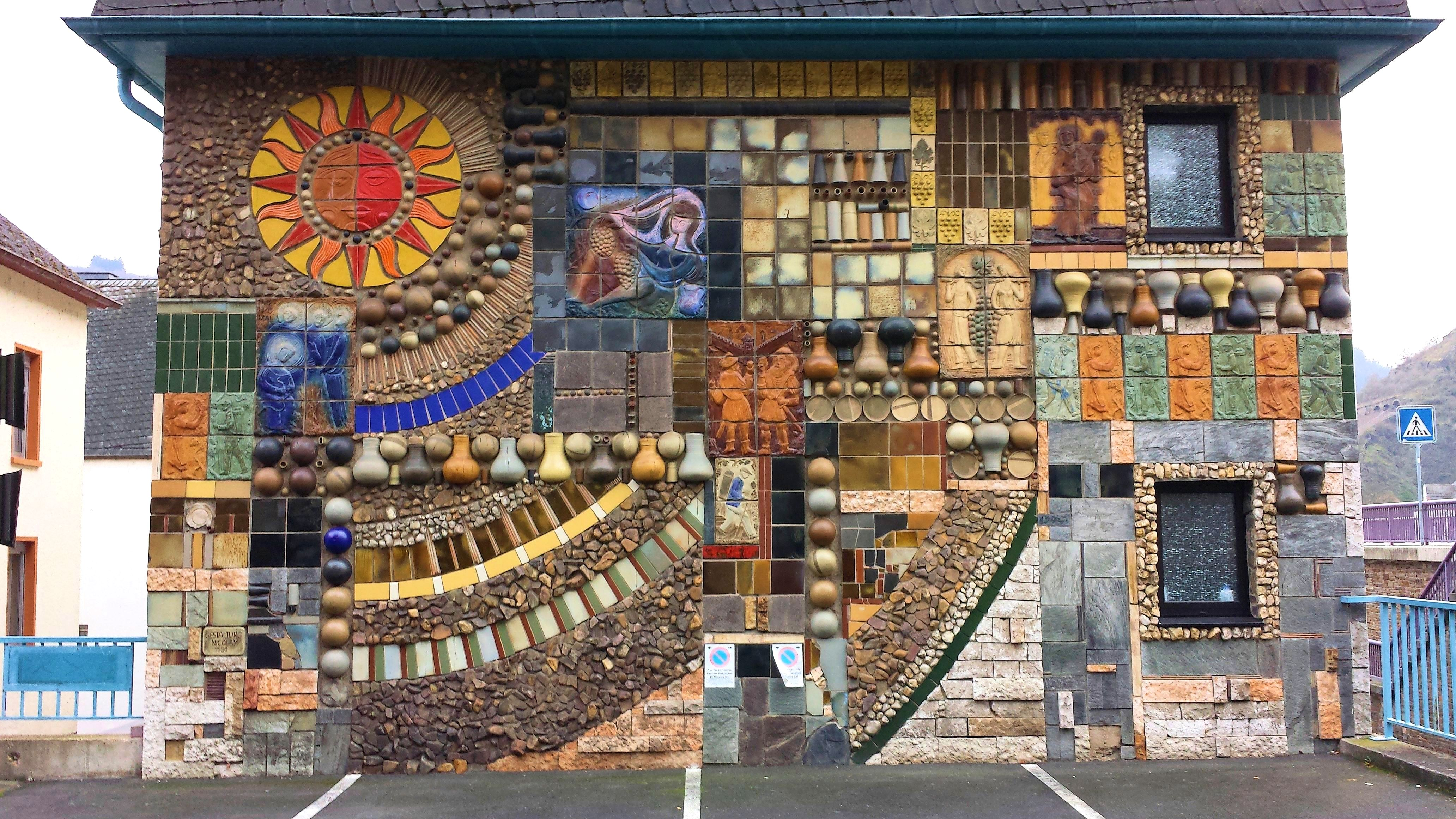
Reliefwand in Cochem Cond erstellt von Carlfritz Nicolay im Jahre 1990

- Reliefwand in Cochem-Cond erstellt von Carlfritz Nicolay im Jahre 1990
- Stammbaum der Stadt Cochem am Carlfritz-Nicolay-Platz, Enthüllung am 1. Mai 1982

## Carlfritz-Nicolay-Platz in Cochem

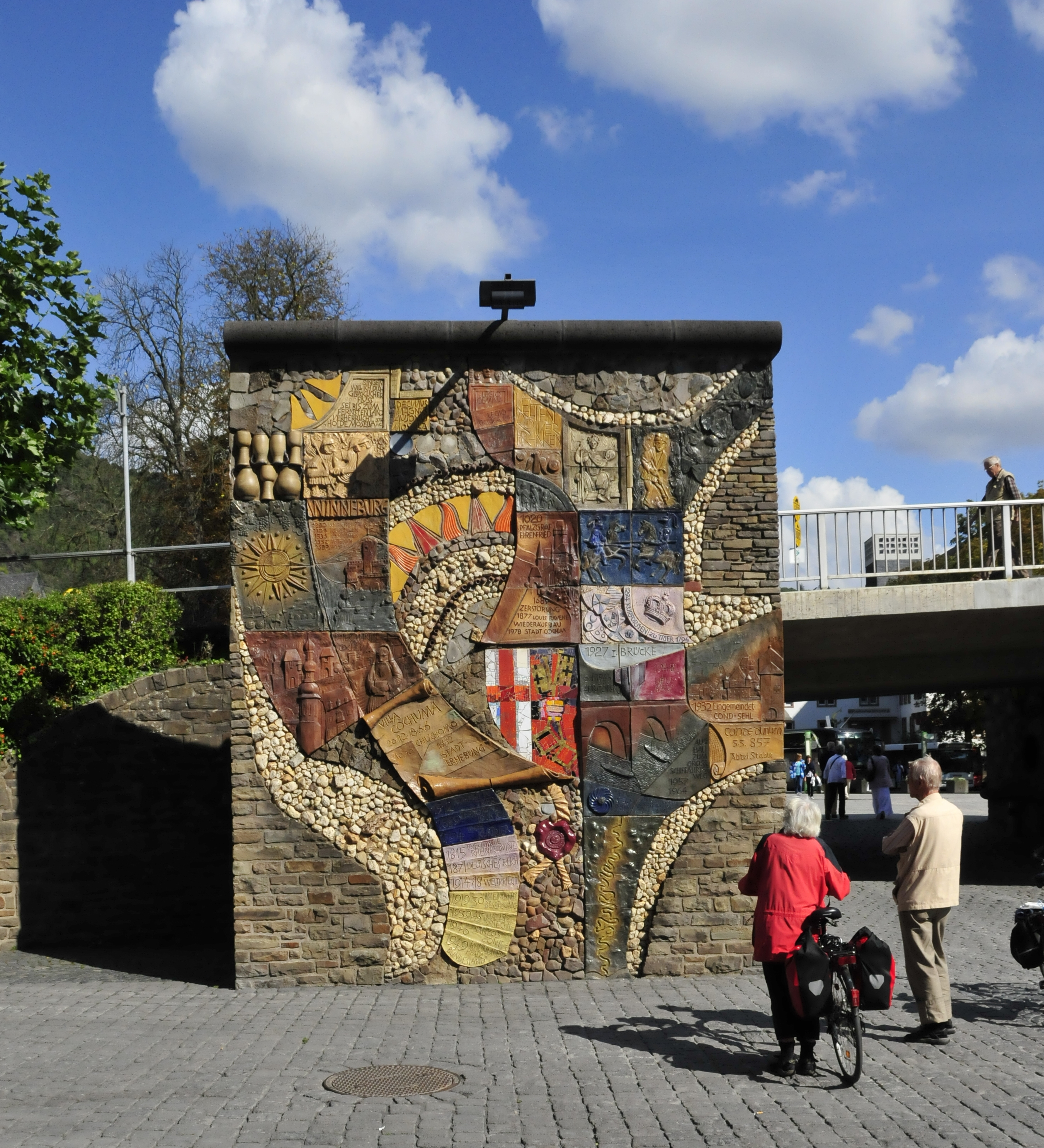
Stammbaum der Stadt Cochem

Am 4. April 1998, seinem Geburtstag, wurde zu seinem Andenken, unter Mitwirkung der Bürgerwehr, ein Teil der Brückenstraße in Cochem in „Carlfritz-Nicolay-Platz“ umbenannt.